# Dschullanar

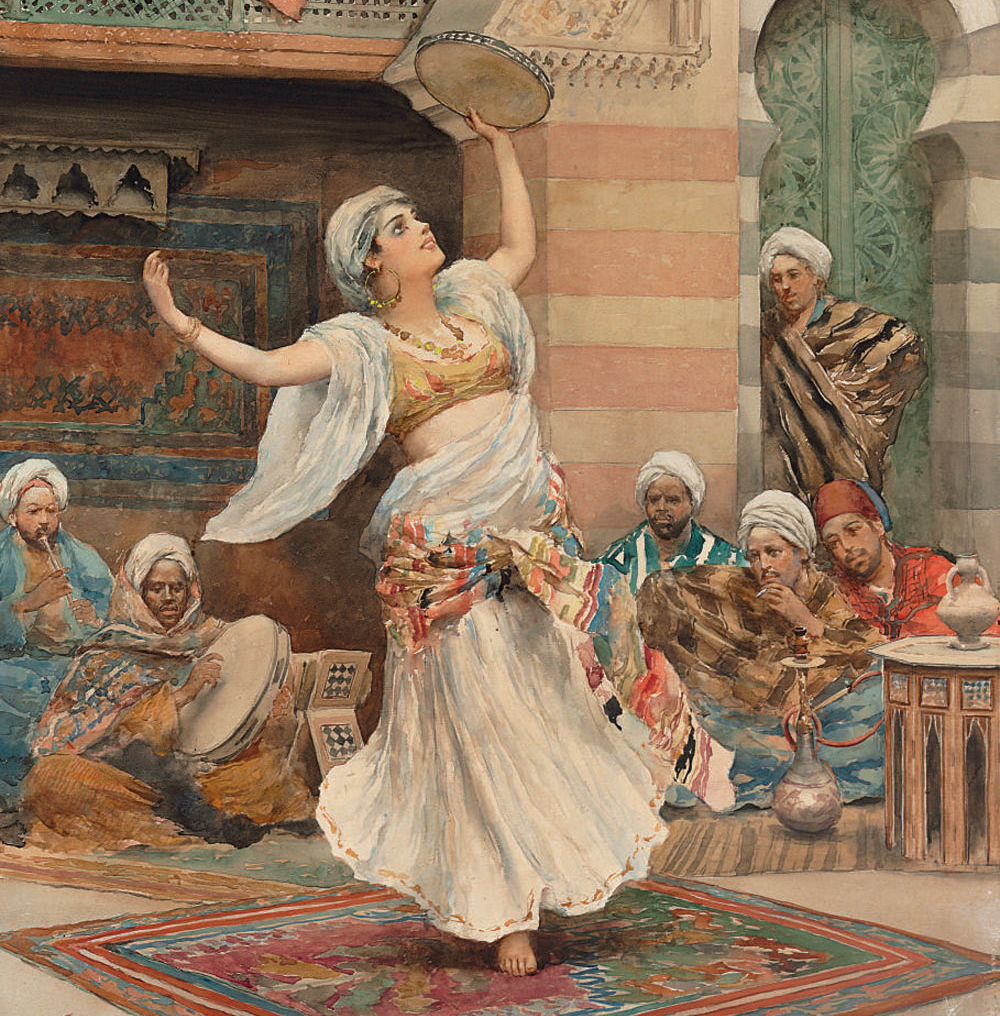
Sängersklavin – Gemälde von Fabio Fabbi.

Dschullanar (arabisch جُلَّنار; geb. im 9. Jahrhundert, gest. vor 854/855) war eine aus Kufa, Irak, stammende Sängersklavin.

## Leben
Der Name Dschullunar bedeutet im Persischen wörtlich 'Granatapfelblüte'. Sie war eine muwallada – von gemischter ethnischer Abstammung – aus Kufa, im heutigen Irak. Sie wird als ausgezeichnete Dichterin und Sängerin beschrieben, zudem als schöne Frau, als "Granatblüte, deren Frucht ein schwellender Granatapfel war" (eine Anekdote für die Brüste).
Dschullunar gehörte der Schwester des Dichters Raschid bin Ishaq al-Kufi al-Katib (gest. 854/855). Dieser verliebte sich in sie und wollte sie seiner Schwester abkaufen, doch forderte diese als Zahlung seinen Anteil an dem Landgut der Familie ein. Nachdem er sich zunächst weigerte, seinen Anteil zu verkaufen, beklagte sich Dschullunar bei ihm, woraufhin Raschid seine Meinung schließlich änderte und Dschullunar als Sklavin erwarb. Sie starb vor seinem eigenen Ableben.

## Rezeption
In der klassisch-arabischen Literatur wird Dschullanar unter anderem in Ibn Fadlallah al-Umaris (1301–1349) Hauptwerk, dem Lexikon Masālik al-abṣār fī mamālik al-amṣār in seinem Kapitel über bekannter Sängersklavinnen aufgeführt.

## Weiteres

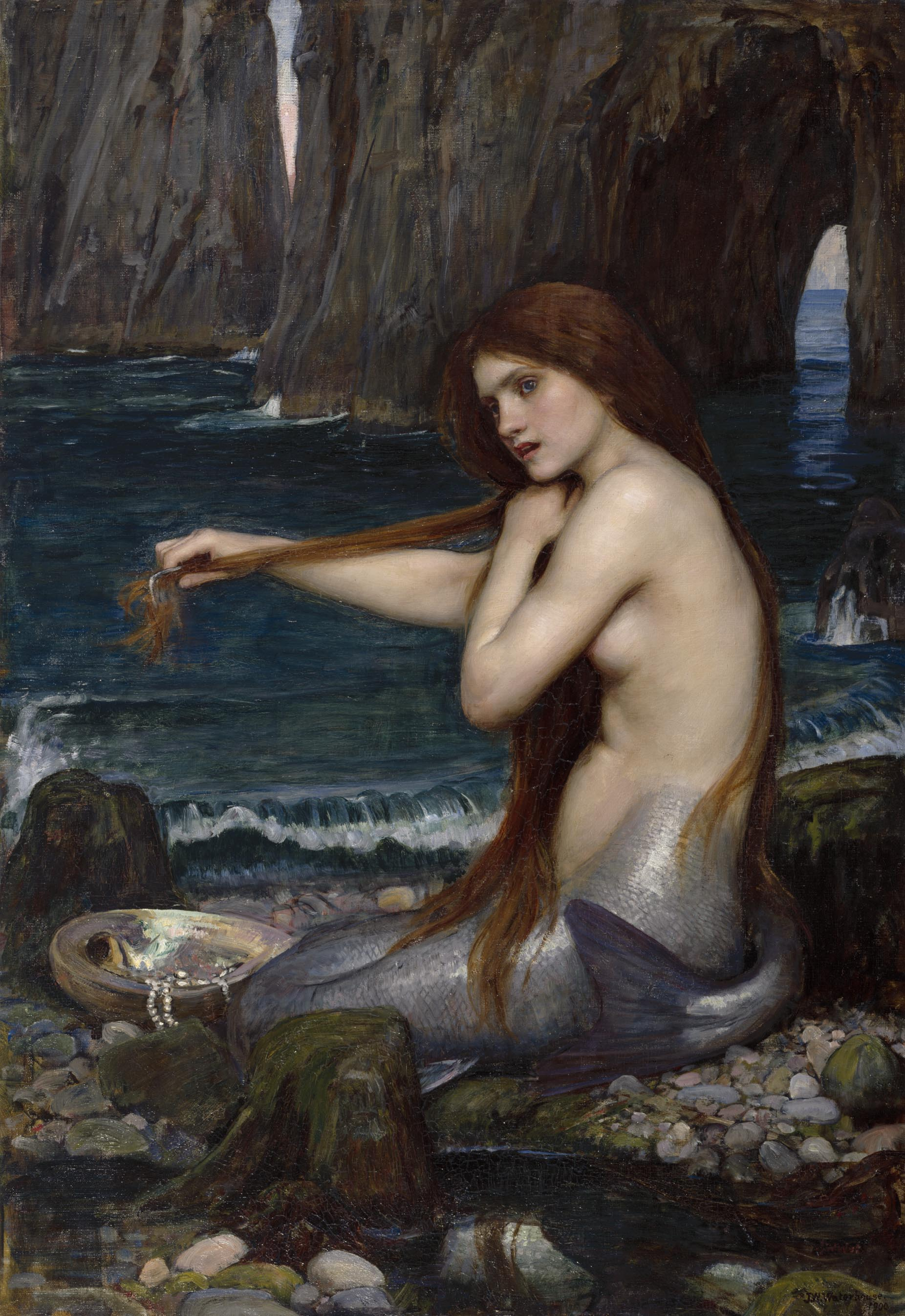
Dschullanar aus: Die Meerfrau Dschullunar und ihr Sohn Badr, Gemälde von John William Waterhouse.

Dschullanar ist ein typischer Sklavinnenname. In den Geschichten aus Tausendundeiner Nacht wird in der Geschichte Die Meerfrau Dschullunar und ihr Sohn Badr (ANE 227) die gleichnamige weibliche Hauptfigur als Sklavin an einen persischen König verkauft.

### Arabische Primärquellen
- Ibn Fadlallah al-Umari (1301–1349): Masālik al-abṣār fī mamālik al-amṣār. Ins Deutsche übersetzt von Yasemin Gökpinar: Der ṭarab der Sängersklavinnen: Masālik al-abṣār fī mamālik al-amṣār von Ibn Faḍlallāh al-ʿUmarī (gest. 749/1349): Textkritische Edition des 10. Kapitels Ahl ʿilm al-mūsīqī mit kommentierter Übersetzung, Ergon Verlag, Baden-Baden 2021.

### Sekundärliteratur
- Fuad Matthew Caswell: The Slave Girls of Baghdad. I.B. Tauris, London 2011, S. 276.

- Yasemin Gökpinar: Der ṭarab der Sängersklavinnen: Masālik al-abṣār fī mamālik al-amṣār von Ibn Faḍlallāh al-ʿUmarī (gest. 749/1349): Textkritische Edition des 10. Kapitels Ahl ʿilm al-mūsīqī mit kommentierter Übersetzung, Ergon Verlag, Baden-Baden 2021, S. 164–167.